# William Turner (compositor)
William Turner (Oxford, 1651 - Londres, 1739) fou un organista i compositor anglès. Va compondre música d'església, cançons, catches i himnes. En el seu temps gaudí de gran renom com a organista i contrapuntista. També se li deu l'obra teatral Presemtuous Love (1716), i el tractat Sound anatomized in a philosophical essay on music (Londres, 1724).